# Hughes Prize
Der Hughes Prize (bis 2017 Dingle Prize) wird alle zwei Jahre von der British Society for the History of Science (BSHS) für das beste allgemeinverständliche Buch über Wissenschaftsgeschichte in englischer Sprache verliehen. Er wird seit 1997 verliehen, anlässlich des fünfzigjährigen Bestehens der Gesellschaft, und ist mit 300 Pfund dotiert.
Er war zunächst nach Herbert Dingle benannt und trägt jetzt den Namen von Jeff Hughes, einem früheren Präsidenten der BSHS. Für akademische Bücher verleiht die Gesellschaft ebenfalls alle zwei Jahre (im Wechsel mit dem Hughes Prize) den John Pickstone Prize.

## Preisträger
- 1997 Adrian Desmond, James R. Moore für Darwin (London, Penguin 1992)
- 1999 Steven Shapin für The Scientific Revolution (University of Chicago Press 1996)
- 2001 Deborah Cadbury für The Dinosaur Hunters (London: Fourth Estate 2000)
- 2003 Ken Alder für The Measure of All Things: The Seven-Year Odyssey and Hidden Error that Transformed the World (London: Little, Brown 2002)
- 2005 Stephen Pumfrey für Latitude and the Magnetic Earth: the True Story of Queen Elizabeth’s Most Distinguished Man of Science, Icon Books 2003
- 2007 Philip Ball für Elegant Solutions: Ten Beautiful Experiments in Chemistry (London: Royal Society of Chemistry, 2005)
- 2009 Thomas Dixon für Science and Religion: A Very Short Introduction (Oxford University Press, 2008).
- 2011 Patricia Fara für Science. A Four Thousand Year History (Oxford University Press 2009).
- 2013 David Wright für Downs: The History of a Disability (Oxford University Press 2011).
- 2015 Martin Rudwick für Earth’s Deep History: how it was discovered and why it matters (University of Chicago Press 2014).
- 2017 Andrea Wulf für The Invention of Nature: the Adventures of Alexander von Humboldt, the Lost Hero of Science (John Murray 2015).
- 2019 James Delbourgo für Collecting the World: Hans Sloane and the Origins of the British Museum (Harvard University Press 2017).
- 2021 Jaipreet Virdi für Hearing Happiness: Deafness Cures in History (University of Chicago Press 2020)
- 2023 Keith Wailoo für Pushing Cool. Big Tobacco, Racial Marketing, and the Untold Story of the Menthol Cigarette (University of Chicago Press 2021).